# Костянтин Килимник
Костянтин Вікторович Килимник (рос. Константин Килимник; англ. Konstantin Kilimnik; народився 27 квітня 1970 р.) - російсько-український політичний консультант. У Сполучених Штатах він став підозрюваною особою в розслідуванні Спеціального адвоката про втручання Росії у вибори у США в 2016 році, особливо через його зв'язки з Полом Манафортом, американським політичним консультантом, який був головою виборчої кампанії Дональда Трампа з серпня 2016 року. CNN' та The New York Times припускають, що саме він є "Особою А" ("Person A"), зазначеною в документах суду, поданих Спеціальним адвокатом проти Манафорта. Він також вважається "Особою А" у документах суду, щодо кримінального обвинувачення Алекса ван дер Цваана. У квітневому звіті Мюллера у квітні 2019 року було зроблено висновок, що Килимник пов'язаний з російськими спецслужбами, але вже в остаточному звіті серпня 2020 року. "Про втручання у вибори 2016 року"  є "російським офіцером розвідки".
У 2017 році Килимник заперечував зв'язки з російськими спецслужбами. 8 квітня 2018 року велике засідання присяжних спецпрокурора Роберта Мюллера висунуло Килимнику звинувачення у перешкоджанні правосуддю та тиску на свідка на прохання Манафорта. Ордер на арешт Килимника був виданий в червні 2018 року. ФБР повідомило, що Килимник звинувачується в тому, що він навмисно намагався корупційним шляхом переконати когось відстрочити дачу свідчень в рамках судового розгляду. ФБР 25 лютого 2021 року оголосило винагороду в розмірі $250 тис. за інформацію, яка допоможе заарештувати фігуранта розслідування спецпрокурора США Роберта Мюллера про втручання в американські вибори громадянина РФ і України Костянтина Килимника